# Alexander Nix

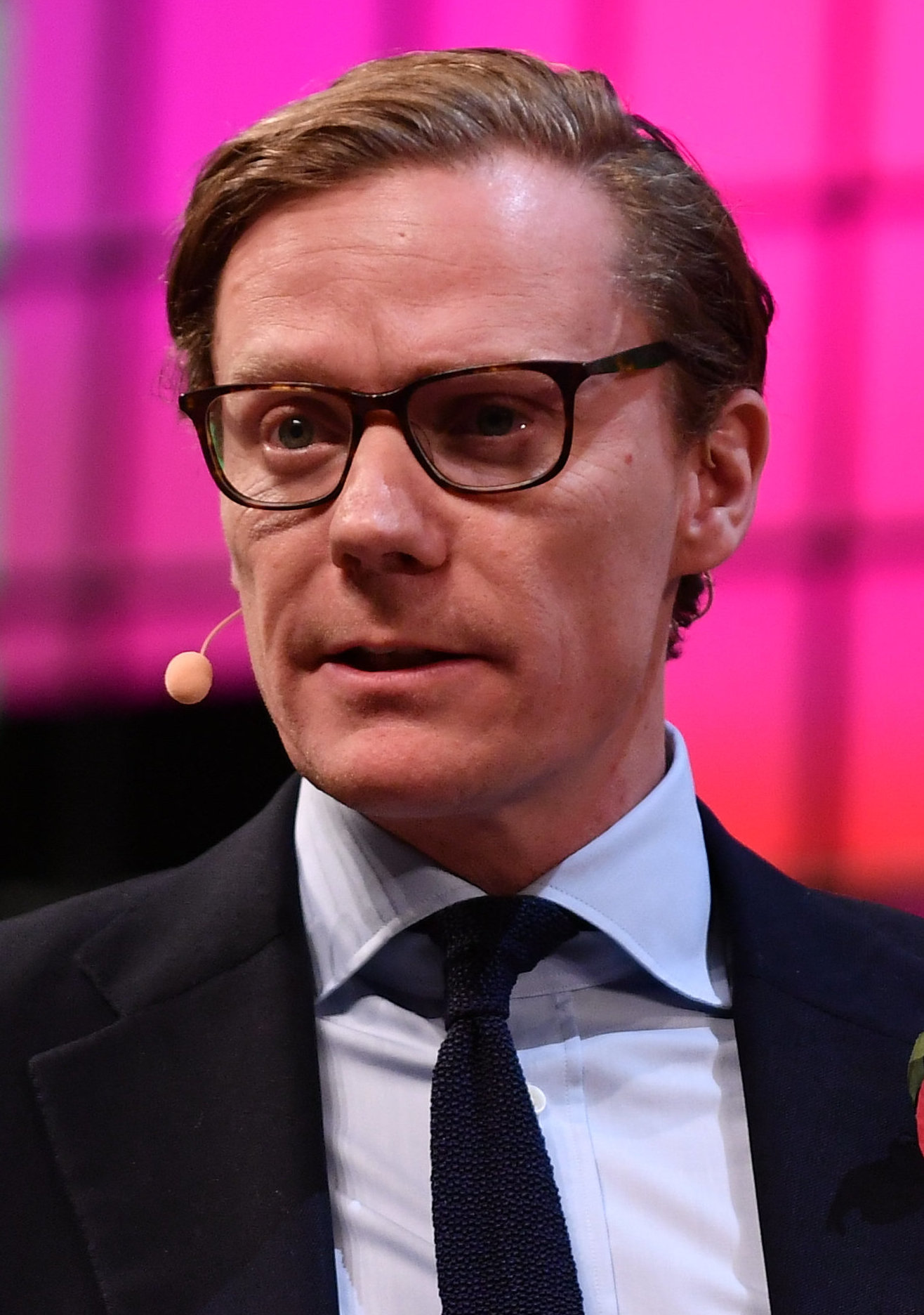
Alexander Nix 2017

Alexander James Ashburner Nix (sinh ngày 1 tháng 5 năm 1975) là một doanh nhân người Anh. Ông là giám đốc điều hành của công ty phân tích dữ liệu Cambridge Analytica. Vào ngày 20 tháng 3 năm 2018, ông bị cho ngưng làm việc vì bị cáo buộc về các hoạt động kinh doanh không trong sạch.

## Tiểu sử
Alexander Nix theo học tại Eton College và nghiên cứu lịch sử nghệ thuật tại Đại học Manchester.
Sau đó ông làm việc như là một nhà phân tích tài chính ở Mexico và Vương quốc Anh. Ông gia nhập tập đoàn SCL vào năm 2003, một công ty truyền thông chiến lược. Năm 2007, ông tiếp quản bộ phận phân tích bầu cử của công ty và theo lời ông đã làm việc trong 40 chiến dịch tranh cử trên toàn thế giới. Nhiều chiến dịch do tập đoàn SCL lèo lái được giữ bí mật.
Với kinh nghiệm này, Nix xây dựng hãng Cambridge Analytica tại Hoa Kỳ vào năm 2013. Nhà đầu tư chính của công ty này là tỷ phú người Mỹ Robert Mercer. Mercer là một trong những người ủng hộ lớn nhất của Tổng thống Đảng Cộng hòa Donald Trump. Con gái ông, Rebekah Mercer và cố vấn cũ của Donald Trump, Stephen Bannon, đã có chân trong Hội đồng Quản trị của Cambridge Analytica. Alexander Nix nói rằng, ông đã nói chuyện với Bannon mỗi ngày trong 5 năm.
Sau chiến thắng của Trump, Nix tuyên bố công ty của ông đã đóng một vai trò quan trọng trong việc giành chiến thắng bất ngờ. Họ đã phát triển một phương pháp độc nhất để tạo ra hồ sơ cá nhân theo mô hình OCEAN và do đó tạo ra hồ sơ của 220 triệu công dân Mỹ. Tháng 3 năm 2018, ông nói, "Chính chúng tôi đã làm tất cả các nghiên cứu, tất cả dữ liệu, tất cả các phân tích, tất cả các mục tiêu. Chúng tôi chạy tất cả các chiến dịch kỹ thuật số, chiến dịch truyền hình và dữ liệu của chúng tôi thông báo tất cả các chiến lược. "
Sau khi Channel 4 bí mật ghi lại những cuộc trò chuyện trong đó Nix miêu tả công ty đã gây áp lực với các chính trị gia bằng cách đưa họ vào tình huống phải thỏa hiệp bằng cách hối lộ hoặc thuê gái mại dâm, hội đồng quản trị của Cambridge Analytica đã đình chỉ hoạt động của ông như là giám đốc điều hành có hiệu lực ngay lập tức vào ngày 20 tháng 3 năm 2018. Công ty cho biết, Nix bị cho ngưng làm việc cho đến khi cuộc điều tra độc lập hoàn toàn kết thúc.